# Coppa del Mondo di sci alpino 2010
La Coppa del Mondo di sci alpino 2010 fu la quarantaquattresima edizione della manifestazione organizzata dalla Federazione Internazionale Sci; ebbe inizio il 24 ottobre 2009 a Sölden, in Austria, e si concluse il 14 marzo 2010 a Garmisch-Partenkirchen, in Germania. Nel corso della stagione si tennero a Vancouver i XXI Giochi olimpici invernali, non validi ai fini della Coppa del Mondo, il cui calendario contemplò dunque un'interruzione nel mese di febbraio.
In campo maschile furono disputate tutte le 34 gare in programma (8 discese libere, 6 supergiganti, 7 slalom giganti, 9 slalom speciali, 1 combinata, 3 supercombinate), in 16 diverse località. Lo svizzero Carlo Janka si aggiudicò la Coppa del Mondo generale; il suo connazionale Didier Cuche vinse la Coppa di discesa libera, il canadese Erik Guay quella di supergigante, lo statunitense Ted Ligety quella di slalom gigante e gli austriaci Reinfried Herbst e Benjamin Raich, rispettivamente, quella di slalom speciale e quella di combinata. Aksel Lund Svindal era il detentore uscente della Coppa generale.
In campo femminile furono disputate 32 delle 33 gare in programma (8 discese libere, 7 supergiganti, 7 slalom giganti, 8 slalom speciali, 2 supercombinate), in 15 diverse località. La statunitense Lindsey Vonn si aggiudicò sia la Coppa del Mondo generale, sia quelle di discesa libera, di supergigante e di combinata; le tedesche Kathrin Hölzl e Maria Riesch vinsero rispettivamente la Coppa di slalom gigante e quella di slalom speciale. La Vonn era la detentrice uscente della Coppa generale.
Analogamente alle quattro stagioni precedenti, in occasione delle finali di Garmisch-Partenkirchen fu disputata una gara a squadre mista, valida per l'assegnazione della Coppa delle Nazioni.

## Uomini

### Risultati
| Data             | Località               | Nazione     | Pista                          | Spec. | Primo                  | Secondo                | Terzo                                  |
| ---------------- | ---------------------- | ----------- | ------------------------------ | ----- | ---------------------- | ---------------------- | -------------------------------------- |
| 25 ottobre 2009  | Sölden                 | Austria     | Rettenbach                     | GS    | Didier Cuche           | Ted Ligety             | Carlo Janka                            |
| 15 novembre 2009 | Levi                   | Finlandia   | Levi Black                     | SL    | Reinfried Herbst       | Ivica Kostelić         | Jean-Baptiste Grange                   |
| 28 novembre 2009 | Lake Louise            | Canada      | Men’s Olympic Downhill         | DH    | Didier Cuche           | Werner Heel            | Carlo Janka                            |
| 29 novembre 2009 | Lake Louise            | Canada      | Men’s Olympic Downhill         | SG    | Manuel Osborne-Paradis | Benjamin Raich         | Michael Walchhofer                     |
| 4 dicembre 2009  | Beaver Creek           | Stati Uniti | Birds of Prey                  | SC    | Carlo Janka            | Didier Défago          | Natko Zrnčić-Dim                       |
| 5 dicembre 2009  | Beaver Creek           | Stati Uniti | Birds of Prey                  | DH    | Carlo Janka            | Didier Cuche           | Aksel Lund Svindal                     |
| 6 dicembre 2009  | Beaver Creek           | Stati Uniti | Birds of Prey                  | GS    | Carlo Janka            | Benjamin Raich         | Aksel Lund Svindal                     |
| 11 dicembre 2009 | Val-d'Isère            | Francia     | La face de Bellevarde          | SC    | Benjamin Raich         | Marcel Hirscher        | Romed Baumann Manfred Mölgg            |
| 12 dicembre 2009 | Val-d'Isère            | Francia     | La face de Bellevarde          | SG    | Michael Walchhofer     | Ted Ligety             | Werner Heel                            |
| 13 dicembre 2009 | Val-d'Isère            | Francia     | La face de Bellevarde          | GS    | Marcel Hirscher        | Massimiliano Blardone  | Benjamin Raich                         |
| 18 dicembre 2009 | Val Gardena            | Italia      | Saslong                        | SG    | Aksel Lund Svindal     | Carlo Janka            | Patrick Staudacher                     |
| 19 dicembre 2009 | Val Gardena            | Italia      | Saslong                        | DH    | Manuel Osborne-Paradis | Mario Scheiber         | Johan Clarey Ambrosi Hoffmann          |
| 20 dicembre 2009 | Alta Badia             | Italia      | Gran Risa                      | GS    | Massimiliano Blardone  | Davide Simoncelli      | Cyprien Richard                        |
| 21 dicembre 2009 | Alta Badia             | Italia      | Gran Risa                      | SL    | Reinfried Herbst       | Silvan Zurbriggen      | Manfred Pranger                        |
| 29 dicembre 2009 | Bormio                 | Italia      | Stelvio                        | DH    | Andrej Jerman          | Didier Défago          | Michael Walchhofer                     |
| 6 gennaio 2010   | Zagabria Sljeme        | Croazia     | Crveni Spust                   | SL    | Giuliano Razzoli       | Manfred Mölgg          | Julien Lizeroux                        |
| 10 gennaio 2010  | Adelboden              | Svizzera    | Chuenisbärgli                  | SL    | Julien Lizeroux        | Marcel Hirscher        | Ivica Kostelić                         |
| 15 gennaio 2010  | Wengen                 | Svizzera    | Lauberhorn Männlichen/Jungfrau | SC    | Bode Miller            | Carlo Janka            | Silvan Zurbriggen                      |
| 16 gennaio 2010  | Wengen                 | Svizzera    | Lauberhorn                     | DH    | Carlo Janka            | Manuel Osborne-Paradis | Marco Büchel                           |
| 17 gennaio 2010  | Wengen                 | Svizzera    | Männlichen/Jungfrau            | SL    | Ivica Kostelić         | André Myhrer           | Reinfried Herbst                       |
| 22 gennaio 2010  | Kitzbühel              | Austria     | Streifalm                      | SG    | Didier Cuche           | Michael Walchhofer     | Georg Streitberger                     |
| 23 gennaio 2010  | Kitzbühel              | Austria     | Streif                         | DH    | Didier Cuche           | Andrej Šporn           | Werner Heel                            |
| 24 gennaio 2010  | Kitzbühel              | Austria     | Ganslern                       | SL    | Felix Neureuther       | Julien Lizeroux        | Giuliano Razzoli                       |
| 24 gennaio 2010  | Kitzbühel              | Austria     | Streif Ganslern                | KB    | Ivica Kostelić         | Silvan Zurbriggen      | Benjamin Raich                         |
| 26 gennaio 2010  | Schladming             | Austria     | Planai                         | SL    | Reinfried Herbst       | Silvan Zurbriggen      | Manfred Pranger                        |
| 29 gennaio 2010  | Kranjska Gora          | Slovenia    | Podkoren                       | GS    | Ted Ligety             | Marcel Hirscher        | Kjetil Jansrud                         |
| 30 gennaio 2010  | Kranjska Gora          | Slovenia    | Podkoren                       | GS    | Marcel Hirscher        | Kjetil Jansrud         | Ted Ligety                             |
| 31 gennaio 2010  | Kranjska Gora          | Slovenia    | Podkoren                       | SL    | Reinfried Herbst       | Marcel Hirscher        | Julien Lizeroux                        |
| 6 marzo 2010     | Lillehammer Kvitfjell  | Norvegia    | Olympiabakken                  | DH    | Didier Cuche           | Aksel Lund Svindal     | Klaus Kröll                            |
| 7 marzo 2010     | Lillehammer Kvitfjell  | Norvegia    | Olympiabakken                  | SG    | Erik Guay              | Hannes Reichelt        | Tobias Grünenfelder Aksel Lund Svindal |
| 10 marzo 2010    | Garmisch-Partenkirchen | Germania    | Kandahar                       | DH    | Carlo Janka            | Mario Scheiber         | Erik Guay Patrick Küng                 |
| 11 marzo 2010    | Garmisch-Partenkirchen | Germania    | Kandahar                       | SG    | Erik Guay              | Ivica Kostelić         | Aksel Lund Svindal                     |
| 12 marzo 2010    | Garmisch-Partenkirchen | Germania    | Kandahar                       | GS    | Carlo Janka            | Davide Simoncelli      | Ted Ligety Philipp Schörghofer         |
| 13 marzo 2010    | Garmisch-Partenkirchen | Germania    | Gudiberg                       | SL    | Felix Neureuther       | Manfred Pranger        | André Myhrer                           |

Legenda:

DH = discesa libera

SG = supergigante

GS = slalom gigante

SL = slalom speciale

KB = combinata

SC = supercombinata

### Classifiche

#### Generale

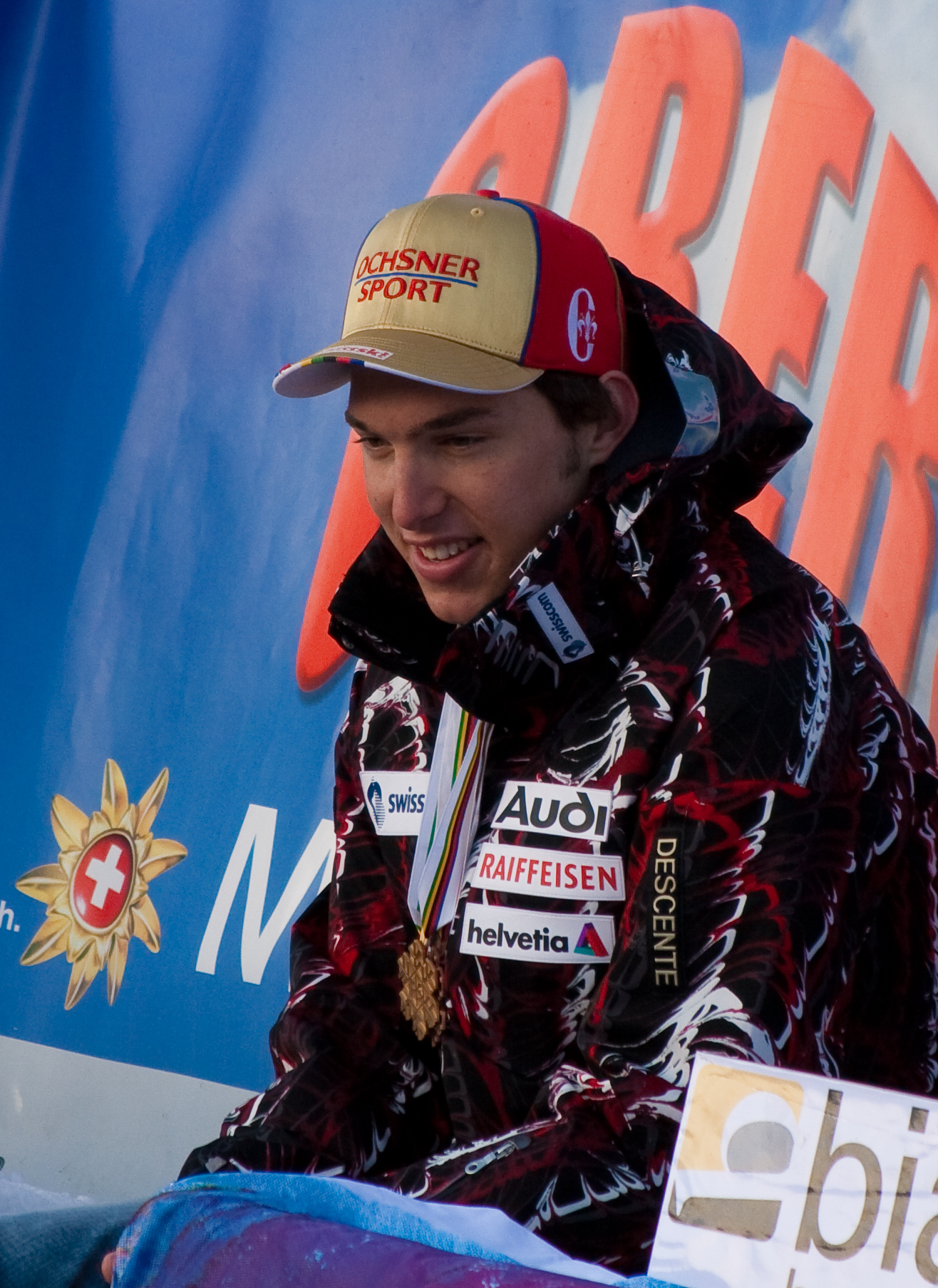
Carlo Janka nel 2009

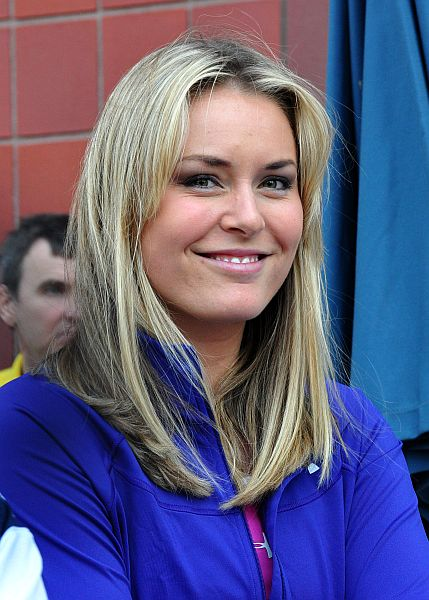
Lindsey Vonn nel 2010

| Pos. | Nome               | Nazione     | Punti |
| ---- | ------------------ | ----------- | ----- |
| 1    | Carlo Janka        | Svizzera    | 1197  |
| 2    | Benjamin Raich     | Austria     | 1091  |
| 3    | Didier Cuche       | Svizzera    | 952   |
| 4    | Aksel Lund Svindal | Norvegia    | 883   |
| 5    | Ivica Kostelić     | Croazia     | 805   |
| 6    | Marcel Hirscher    | Austria     | 691   |
| 7    | Ted Ligety         | Stati Uniti | 667   |
| 8    | Silvan Zurbriggen  | Svizzera    | 619   |
| 9    | Julien Lizeroux    | Francia     | 614   |
| 10   | Michael Walchhofer | Austria     | 594   |

#### Discesa libera
| Pos. | Nome                   | Nazione  | Punti |
| ---- | ---------------------- | -------- | ----- |
| 1    | Didier Cuche           | Svizzera | 528   |
| 2    | Carlo Janka            | Svizzera | 448   |
| 3    | Werner Heel            | Italia   | 292   |
| 4    | Manuel Osborne-Paradis | Canada   | 281   |
| 5    | Mario Scheiber         | Austria  | 273   |

#### Supergigante
| Pos. | Nome               | Nazione  | Punti |
| ---- | ------------------ | -------- | ----- |
| 1    | Erik Guay          | Canada   | 331   |
| 2    | Michael Walchhofer | Austria  | 316   |
| 3    | Aksel Lund Svindal | Norvegia | 314   |
| 4    | Benjamin Raich     | Austria  | 210   |
| 5    | Mario Scheiber     | Austria  | 199   |

#### Slalom gigante
| Pos. | Nome                  | Nazione     | Punti |
| ---- | --------------------- | ----------- | ----- |
| 1    | Ted Ligety            | Stati Uniti | 412   |
| 2    | Carlo Janka           | Svizzera    | 341   |
| 3    | Benjamin Raich        | Austria     | 331   |
| 4    | Davide Simoncelli     | Italia      | 311   |
| 5    | Massimiliano Blardone | Italia      | 309   |

#### Slalom speciale
| Pos. | Nome              | Nazione  | Punti |
| ---- | ----------------- | -------- | ----- |
| 1    | Reinfried Herbst  | Austria  | 534   |
| 2    | Julien Lizeroux   | Francia  | 512   |
| 3    | Silvan Zurbriggen | Svizzera | 365   |
| 4    | Ivica Kostelić    | Croazia  | 360   |
| 5    | Felix Neureuther  | Germania | 329   |

#### Combinata
| Pos. | Nome              | Nazione     | Punti |
| ---- | ----------------- | ----------- | ----- |
| 1    | Benjamin Raich    | Austria     | 246   |
| 2    | Carlo Janka       | Svizzera    | 216   |
| 3    | Ivica Kostelić    | Croazia     | 172   |
| 4    | Silvan Zurbriggen | Svizzera    | 166   |
| 5    | Bode Miller       | Stati Uniti | 145   |

## Donne

### Risultati
| Data             | Località               | Nazione     | Pista                  | Spec. | Prima                | Seconda                                  | Terza                         |
| ---------------- | ---------------------- | ----------- | ---------------------- | ----- | -------------------- | ---------------------------------------- | ----------------------------- |
| 24 ottobre 2009  | Sölden                 | Austria     | Rettenbach             | GS    | Tanja Poutiainen     | Kathrin Zettel                           | Denise Karbon                 |
| 14 novembre 2009 | Levi                   | Finlandia   | Levi Black             | SL    | Maria Riesch         | Lindsey Vonn                             | Tanja Poutiainen              |
| 28 novembre 2009 | Aspen                  | Stati Uniti | Lower Ruthie's         | GS    | Kathrin Hölzl        | Kathrin Zettel                           | Federica Brignone             |
| 29 novembre 2009 | Aspen                  | Stati Uniti | Lower Ruthie's         | SL    | Šárka Záhrobská      | Marlies Schild                           | Kathrin Zettel                |
| 4 dicembre 2009  | Lake Louise            | Canada      | Men’s Olympic Downhill | DH    | Lindsey Vonn         | Emily Brydon                             | Maria Riesch                  |
| 5 dicembre 2009  | Lake Louise            | Canada      | Men’s Olympic Downhill | DH    | Lindsey Vonn         | Maria Riesch                             | Emily Brydon                  |
| 6 dicembre 2009  | Lake Louise            | Canada      | Men’s Olympic Downhill | SG    | Elisabeth Görgl      | Lindsey Vonn                             | Ingrid Jacquemod              |
| 12 dicembre 2009 | Åre                    | Svezia      | Olympia                | GS    | Tessa Worley         | Tina Maze                                | Kathrin Zettel                |
| 13 dicembre 2009 | Åre                    | Svezia      | Olympia                | SL    | Sandrine Aubert      | Maria Riesch                             | Susanne Riesch                |
| 18 dicembre 2009 | Val-d'Isère            | Francia     | Oreiller-Killy         | SC    | Lindsey Vonn         | Maria Riesch                             | Elisabeth Görgl               |
| 20 dicembre 2009 | Val-d'Isère            | Francia     | Oreiller-Killy         | SG    | Fränzi Aufdenblatten | Nadia Styger                             | Lindsey Vonn                  |
| 28 dicembre 2009 | Lienz                  | Austria     | Schlossberg            | GS    | Kathrin Hölzl        | Manuela Mölgg                            | Taïna Barioz                  |
| 29 dicembre 2009 | Lienz                  | Austria     | Schlossberg            | SL    | Marlies Schild       | Sandrine Aubert                          | Kathrin Zettel                |
| 3 gennaio 2010   | Zagabria Sljeme        | Croazia     | Crveni Spust           | SL    | Sandrine Aubert      | Kathrin Zettel                           | Susanne Riesch                |
| 8 gennaio 2010   | Haus                   | Austria     | Krummholz              | DH    | Lindsey Vonn         | Anja Pärson                              | Maria Riesch                  |
| 9 gennaio 2010   | Haus                   | Austria     | Krummholz              | DH    | Lindsey Vonn         | Nadja Kamer                              | Ingrid Jacquemod              |
| 10 gennaio 2010  | Haus                   | Austria     | Krummholz              | SG    | Lindsey Vonn         | Anja Pärson                              | Nadia Fanchini Martina Schild |
| 12 gennaio 2010  | Flachau                | Austria     | Griessenkar            | SL    | Marlies Schild       | Maria Riesch                             | Kathrin Zettel                |
| 16 gennaio 2010  | Maribor                | Slovenia    | Pohorje                | GS    | Kathrin Zettel       | Maria Riesch                             | Anja Pärson                   |
| 17 gennaio 2010  | Maribor                | Slovenia    | Radvanje               | SL    | Kathrin Zettel       | Tina Maze                                | Maria Riesch                  |
| 22 gennaio 2010  | Cortina d'Ampezzo      | Italia      | Olimpia delle Tofane   | SG    | Lindsey Vonn         | Fabienne Suter                           | Anja Pärson                   |
| 23 gennaio 2010  | Cortina d'Ampezzo      | Italia      | Olimpia delle Tofane   | DH    | Lindsey Vonn         | Maria Riesch                             | Nadja Kamer Anja Pärson       |
| 24 gennaio 2010  | Cortina d'Ampezzo      | Italia      | Olimpia delle Tofane   | GS    | Tanja Poutiainen     | Viktoria Rebensburg                      | Kathrin Hölzl                 |
| 29 gennaio 2010  | Sankt Moritz           | Svizzera    | Corviglia              | SC    | Anja Pärson          | Michaela Kirchgasser                     | Lindsey Vonn                  |
| 30 gennaio 2010  | Sankt Moritz           | Svizzera    | Corviglia              | DH    | Maria Riesch         | Ingrid Jacquemod                         | Fabienne Suter                |
| 31 gennaio 2010  | Sankt Moritz           | Svizzera    | Corviglia              | SG    | Lindsey Vonn         | Andrea Fischbacher Marie Marchand-Arvier |                               |
| 5 marzo 2010     | Crans-Montana          | Svizzera    | Nationale              | SC    | annullata            | annullata                                | annullata                     |
| 6 marzo 2010     | Crans-Montana          | Svizzera    | Nationale              | DH    | Lindsey Vonn         | Johanna Schnarf                          | Marianne Abderhalden          |
| 7 marzo 2010     | Crans-Montana          | Svizzera    | Nationale              | SG    | Dominique Gisin      | Lindsey Vonn                             | Julia Mancuso                 |
| 10 marzo 2010    | Garmisch-Partenkirchen | Germania    | Kandahar               | DH    | Maria Riesch         | Lindsey Vonn                             | Anja Pärson                   |
| 11 marzo 2010    | Garmisch-Partenkirchen | Germania    | Kandahar               | GS    | Tina Maze            | Kathrin Hölzl                            | Maria Riesch                  |
| 12 marzo 2010    | Garmisch-Partenkirchen | Germania    | Kandahar               | SG    | Lindsey Vonn         | Elisabeth Görgl                          | Nadia Styger                  |
| 13 marzo 2010    | Garmisch-Partenkirchen | Germania    | Gudiberg               | SL    | Marlies Schild       | Kathrin Zettel                           | Maria Riesch                  |

Legenda:

DH = discesa libera

SG = supergigante

GS = slalom gigante

SL = slalom speciale

SC = supercombinata

### Classifiche

#### Generale
| Pos. | Nome               | Nazione     | Punti |
| ---- | ------------------ | ----------- | ----- |
| 1    | Lindsey Vonn       | Stati Uniti | 1671  |
| 2    | Maria Riesch       | Germania    | 1516  |
| 3    | Anja Pärson        | Svezia      | 1047  |
| 4    | Tina Maze          | Slovenia    | 943   |
| 5    | Kathrin Zettel     | Austria     | 938   |
| 6    | Elisabeth Görgl    | Austria     | 591   |
| 7    | Fabienne Suter     | Svizzera    | 568   |
| 8    | Kathrin Hölzl      | Germania    | 527   |
| 9    | Ingrid Jacquemod   | Francia     | 518   |
| 10   | Andrea Fischbacher | Austria     | 486   |

#### Discesa libera
| Pos. | Nome             | Nazione     | Punti |
| ---- | ---------------- | ----------- | ----- |
| 1    | Lindsey Vonn     | Stati Uniti | 725   |
| 2    | Maria Riesch     | Germania    | 556   |
| 3    | Anja Pärson      | Svezia      | 385   |
| 4    | Ingrid Jacquemod | Francia     | 271   |
| 5    | Nadja Kamer      | Svizzera    | 266   |

#### Supergigante
| Pos. | Nome               | Nazione     | Punti |
| ---- | ------------------ | ----------- | ----- |
| 1    | Lindsey Vonn       | Stati Uniti | 620   |
| 2    | Elisabeth Görgl    | Austria     | 300   |
| 3    | Nadia Styger       | Svizzera    | 291   |
| 4    | Fabienne Suter     | Svizzera    | 266   |
| 5    | Andrea Fischbacher | Austria     | 239   |

#### Slalom gigante
| Pos. | Nome                | Nazione   | Punti |
| ---- | ------------------- | --------- | ----- |
| 1    | Kathrin Hölzl       | Germania  | 471   |
| 2    | Kathrin Zettel      | Austria   | 394   |
| 3    | Tina Maze           | Slovenia  | 372   |
| 4    | Viktoria Rebensburg | Germania  | 271   |
| 5    | Tanja Poutiainen    | Finlandia | 263   |

#### Slalom speciale
| Pos. | Nome            | Nazione   | Punti |
| ---- | --------------- | --------- | ----- |
| 1    | Maria Riesch    | Germania  | 493   |
| 2    | Kathrin Zettel  | Austria   | 490   |
| 3    | Marlies Schild  | Austria   | 420   |
| 4    | Sandrine Aubert | Francia   | 406   |
| 5    | Šárka Záhrobská | Rep. Ceca | 347   |

#### Combinata
| Pos. | Nome                 | Nazione     | Punti |
| ---- | -------------------- | ----------- | ----- |
| 1    | Lindsey Vonn         | Stati Uniti | 160   |
| 2    | Anja Pärson          | Svezia      | 150   |
| 3    | Michaela Kirchgasser | Austria     | 130   |
| 4    | Elisabeth Görgl      | Austria     | 110   |
| 5    | Maria Riesch         | Germania    | 80    |

## Coppa delle Nazioni

### Risultati
| Data          | Località               | Nazione  | Pista    | Prima                                                              | Seconda                                                                                | Terza |
| ------------- | ---------------------- | -------- | -------- | ------------------------------------------------------------------ | -------------------------------------------------------------------------------------- | --- |
| 14 marzo 2010 | Garmisch-Partenkirchen | Germania | Kandahar | Rep. Ceca Lucie Hrstková Šárka Záhrobská Ondřej Bank Kryštof Krýzl | Svizzera Nadja Kamer Nadia Styger Fabienne Suter Marc Berthod Marc Gini Sandro Viletta | Austria Elisabeth Görgl Michaela Kirchgasser Kathrin Zettel Romed Baumann Marcel Hirscher Benjamin Raich |

### Classifiche
Le classifiche della Coppa delle Nazioni vengono stilate sommando i punti ottenuti da ogni atleta in ogni gara individuale e quelli assegnati nella gara a squadre.

#### Generale
| Pos. | Nazione     | Punti |
| ---- | ----------- | ----- |
| 1    | Austria     | 9207  |
| 2    | Svizzera    | 7263  |
| 3    | Italia      | 5093  |
| 4    | Francia     | 4428  |
| 5    | Stati Uniti | 4131  |

#### Uomini
| Pos. | Nazione  | Punti |
| ---- | -------- | ----- |
| 1    | Austria  | 5467  |
| 2    | Svizzera | 4502  |
| 3    | Italia   | 2903  |
| 4    | Francia  | 2024  |
| 5    | Canada   | 1852  |

#### Donne
| Pos. | Nazione     | Punti |
| ---- | ----------- | ----- |
| 1    | Austria     | 3740  |
| 2    | Germania    | 2561  |
| 3    | Svizzera    | 2761  |
| 4    | Stati Uniti | 2599  |
| 5    | Francia     | 2404  |